# 越喜靺鞨
越喜靺鞨，即越喜部，是唐朝时期黑水靺鞨十六部之一。
越喜靺鞨位于渤海与黑水部之间，其居住地在辽宁西北部和吉林西部地区。后来迁居在今黑龙江省同江市、饶河县至俄罗斯境内大烏蘇爾卡河流域一带。一说在今乌苏里江以东至日本海地区，兴凯湖附近；一说包括今黑龙江省富锦县至哈巴罗夫斯克及其以下地方、乌苏里江两岸。旧依《册府元龟》卷959及《辽史·地理志》等记，认为在今吉林省怀德县至辽宁省铁岭市、彰武县一带。
唐代越喜部与朝廷联系密切，开元二年（714年）至贞元十八年（802年）曾多次向唐朝贡。唐灭高句丽后，在安东都护府下即设有越喜都督府。开元年间，曾先后七次遣使朝贡。开元十一年（723年）朝廷授封该部首领为中郎将。渤海康王大嵩璘时，被渤海征服，并入渤海国，渤海政权在该部设安远府和怀远府。